# Pippi Långstrump går ombord
Pippi Långstrump går ombord är en roman av Astrid Lindgren som publicerades i oktober 1946 av bokförlaget Rabén & Sjögren. Den svenska utgåvan är illustrerad av Ingrid Vang Nyman.
Boken är en uppföljare till Pippi Långstrump och följs av Pippi Långstrump i Söderhavet.

## Handling
Det är vår och Tommy och Annika är lediga från skolan. De tre bestämmer sig för att vandra in till stan för att gå i affärer och innan de går från Villa Villekulla fyller Pippi fickan i förklädet med guldmynt. I en damkonfektionsaffär köper Pippi en lösarm från en skyltdocka. I en godisaffär köper hon 18 kilo karameller som hon bjuder stadens alla barn på. I en leksaksaffär får alla barn välja vad de vill ha. Pippi köper också varsin lergök till alla och sedan går de på ett långt led och spelar lergök, ända till polisen stoppar dem. Innan de går hem köper Pippi "medusin" från en allt mer irriterad apotekare.
Tommys och Annikas klass ska gå på utflykt och det vill Pippi vara med om. I en glänta i skogen leker Pippi att hon är ett vidunder som försöker fånga alla barn och släpa hem dem till sin håla. Men det hemska vidundret börjar plötsligt gråta när hon hittar en död fågelunge. När de har lekt färdigt och ska gå och äta saft och bullar får de se en vagn med tunga säckar som har fastnat i diket. Bredvid står en man och piskar sin häst för att hästen ska dra upp vagnen. Pippi blir arg och tvingar mannen att själv bära en av säckarna. Hans bondgård ligger i närheten och Pippi bär dit hästen och alla säckarna.
En dag är det marknad i den lilla staden. Pippi har sminkat sig noga, tagit på sig en balklänning och en kvarnhjulshatt för att se ut som En Verkligt Fin Dam. Efter att ha skjutit prick och åkt karusell går de på varieté och ser Mordet på grevinnan Aurora eller Vem smyger i buskarna?. Pippi lever så in sig i föreställningen, skriker högt och slåss med teaterskurken att de måste gå innan föreställningen är slut. Det finns också ett menageri och där lyckas en tiger smita ur sin bur. Som tur vågar Pippi brottas med tigern innan hon låser in den i buren igen.
Pippi, Tommy och Annika bestämmer sig för att leka skeppsbrott på en ö i en sjö i närheten. Efter att ha försäkrat sig att ön saknar kannibaler kan de äta smörgåsar med kaffe och sjunga piratvisor. Nästa dag utforskar de ön, badar och äter fläskpannkakor. När de ska åka hem igen den tredje dagen har roddbåten försvunnit. Pippi dikterar ett brev med frasen "utan snus i två dagar försmäktar vi på denna ö", som de skickar iväg med flaskpost innan hon minns att hon drog upp båten på land dagen innan. 
En dag kommer Pippis pappa kapten Efraim Långstrump på besök. Han har mycket riktigt blivit söderhavskung. I alla upplagor, utom de från 2020 och framåt, negerkung, på en söderhavsö, Kurrekurreduttön. Skeppet Hoppetossa ligger nere i hamnen och nu vill han att Pippi ska följa med tillbaka och bli uppfostrad som kurreduttprinsessa och blivande pirat. Pippi håller ett stort avskedskalas. Men när dagen för avfärden har kommit då gråter både Tommy och Annika över att hon ska lämna dem. Inför detta bestämmer Pippi att hon nog inte kan åka utan nog bör leva ett ordnat liv i Villa Villekulla. Detta håller hennes pappa med om. Skeppet lämnar hamnen utan Pippi som istället rider hem igen med sina två vänner.

## Översättningar
Språk, titel, förlagets namn, år för första publicering, ev. illustratör. 
- Norska: Pippi Langstrømpe går ombord, Damm, 1947. Illustrerad av Alice Midelfart
- Finska: Peppi aikoo merille, Söderströms, 1947. Illustrerad av Ingrid Vang Nyman
- Danska: Pippi Langstrømpe gaar om bord, Skandinavisk bogforlag, 1947. Illustrerad av Ingrid Vang Nyman
- Isländska: Lina Langsokkur ætlar til sjós, Félagsútgáfan, 1949. Illustrerad av Alice Midelfart
- Tyska: Pippi Langstrumpf geht an Bord, Oetinger, 1950. Illustrerad av Walter Scharnweber
- Nederländska: Pippi gaat aan boord, Born, 1952. Illustrerad av J. Huizinga
- Engelska (England): Pippi goes aboard, Oxford University Press, 1956. Illustrerad av Richard Kennedy
- Engelska (USA): Pippi goes on board, Viking, 1957. Illustrerad av Louis S. Glanzman
- Franska: Fifi Brindacier, Hachette, 1963 (endast delar)
- Spanska: Pippa se embarca, Juventud, 1963. Illustrerad av Pablo Ramírez
- Japanska: Pippi, fune ni oru, Iwanami Shoten, 1965. Illustrerad av Makoto Sakurai
- Serbokroatiska: Novi doživljaji Pipi Dugačke, Mlado pokolenje, 1966. Illustrerad av Saša Miśić
- Portugisiska (Portugal): Pippi Meialonga vai embarcar, Atlantida, 1969. Illustrerad av Maja Tengner
- Afrikaans: Human & Rousseau, 1970
- Slovakiska: Pippi Dlhá Pančucha nastupuje na lod, Mladé letá, 1970. Illustrerad av Karel Teissig
- Kroatiska: Mladost, 1972
- Ungerska: Harisnyás Pippi, Móra, 1972 (samlingsvolym)
- Portugisiska (Brasilien): Novas aventuras de Bibi Meialonga, Edições de Ouro, 1973. Illustrerad av Richard Kennedy
- Turkiska: Pippi Uzuncorap korsan, Arkadas, 1977
- Grekiska: He Pipi Phakidomyte kapetanios, Metope, 1978
- Indonesiska: Pippi Hendak Berlayar, PT Gramedia, 1983
- Polska: Pippi Pończoszanka wchodzi na pokład, Nasza księgarnia, 1984
- Kinesiska: China Times, 1994
- Thai, Pippi ork tarle, Amarin, 1994
- Färöiska: Pippi fer um bord, Førøya lærarafelags, 1995
- Koreanska: Koma maekmanjangja Pippi, Sigongsa, 1995
- Baskiska: Pippi Itsasorako asmotan, Elkar, 1996
- Galiciska: Pippi Mediaslongas embarca, Kalandraka, 2018
- Skotsk gaeliska: Tha Pippi Fhad-stocainneach a' dol air bòrd, Akerbeltz, 2024 ISBN 9781907165566